# Тарша (деревня)
Тарша — упразднённый  посёлок на территории Белокатайского района Башкортостан Российской Федерации. Ныне урочище в правобережье р. Тарша.

## География
Находилась у одноимённой реки Тарша, рядом с Новым Белокатаем.

## История
Деревня образована в конце XIX века. Упоминается впервые в 1876 году. Входила в состав Старо-Белокатайской волости Златоустовского уезда, с 1930 — в Новобелокатайский сельсовет. В списке населённых пунктов Ново-Белокатайского сельсовета за 1939 год упомянут как посёлок Атарша (Населенные пункты Башкортостана : В 4 т. Т. I / Территориальный орган Федеральной службы государственной статистики по Республике Башкортостан. — Уфа : Китап, 2018. — 300 с. — С.115).
В списке населенных пунктов 1972 года не значится.
На позднесоветской карте на месте селения указан одиночный дом.

## Население
К 1897 году — 128 человек, в 1917—253 (37 дворов), 1939—119 человек(Населенные пункты Башкортостана : В 4 т. Т. I / Территориальный орган Федеральной службы государственной статистики по Республике Башкортостан. — Уфа : Китап, 2018. — 300 с. — С.115).

## Память
В мае 2024 года на месте исчезнувшей деревни установили памятный знак.